# Bóixols
Bóixols (también válido Boixols y Casas De-Carreu) es un pueblo perteneciente al municipio de Abella de la Conca (Lérida). Ha estado unido a esta villa a lo largo de la historia. El valle donde se encuentra el pueblo ocupa casi todo el sector noreste del término. 
En 1812 se promulga la Constitución Española conocida como Constitución de Cádiz. En su artículo se prevé que se constituyan los ayuntamientos, en función de la misma estructura existente anteriormente. En aquel momento se crea el municipio moderno de Boixols y Casas De-Carreu, que en febrero de 1847 fue unido al de Abella de la Conca por el hecho de no alcanzar a los 30 vecinos (se refiere a 30 jefes de familia). Así, pues, el municipio de Bóixols comprendía el pueblo y el valle de Carreu. 

## Etimología
Según Joan Coromines, el topónimo Bóixols es de origen románico y tiene sus raíces en la palabra románico que designa el arbusto o arbolito del boj, muy abundante en estas tierras. El final en "-ols" debe ser un diminutivo (en catalán), posiblemente con el valor de colectivo. 
Coromines también destaca que el valle de Bóixols comienza en el cuello de Boix, cosa que refuerza la evidencia del origen del topónimo. Asimismo, podemos ver que o bien es un error, o es el Coll de Bóixols -nombre actual- lo que ha cambiado de nombre.
Es un topónimo que se presenta ya desde antes con la forma actual, o casi: Boxols (años 839, 997, 1076, 1094, 1359), Buxiles (961)